# Тобольск (станция)
Тобо́льск — железнодорожная станция Тюменского региона Свердловской железной дороги, находящаяся в городе Тобольске Тюменской области. Не электрифицирована.

## Пригородное сообщение по станции
| № поезда             | Маршрут движения  | № поезда             | Маршрут движения  |
| -------------------- | ----------------- | -------------------- | ----------------- |
| 7357/7359, 7361/7363 | Тобольск — Тюмень | 7356/7358, 7360/7362 | Тюмень — Тобольск |

## Дальнее следование по станции
По состоянию на январь 2022 года через станцию курсируют следующие поезда дальнего следования:

### Круглогодичное движение поездов
| № поезда    | Маршрут движения             | № поезда    | Маршрут движения             |
| ----------- | ---------------------------- | ----------- | ---------------------------- |
| 11 «Ямал»   | Новый Уренгой — Москва       | 12 «Ямал»   | Москва — Новый Уренгой       |
| 59 «Тюмень» | Нижневартовск — Москва       | 60 «Тюмень» | Москва — Нижневартовск       |
| 87          | Нижневартовск — Самара       | 88          | Самара — Нижневартовск       |
| 93          | Нижневартовск — Барнаул      | 94          | Барнаул — Нижневартовск      |
| 101         | Нижневартовск — Пенза        | 102         | Пенза — Нижневартовск        |
| 107         | Нижневартовск — Волгоград    | 108         | Волгоград — Нижневартовск    |
| 109         | Новый Уренгой — Москва       | 110         | Москва — Новый Уренгой       |
| 115 «Омич»  | Нижневартовск — Омск         | 116 «Омич»  | Омск — Нижневартовск         |
| 125 «Обь»   | Новый Уренгой — Новосибирск  | 126 «Обь»   | Новосибирск — Новый Уренгой  |
| 143         | Нижневартовск — Уфа          | 144         | Уфа — Нижневартовск          |
| 147         | Нижневартовск — Астрахань    | 148         | Астрахань — Нижневартовск    |
| 309         | Новый Уренгой — Екатеринбург | 310         | Екатеринбург — Новый Уренгой |
| 331         | Новый Уренгой — Уфа          | 332         | Уфа — Новый Уренгой          |
| 341         | Нижневартовск — Оренбург     | 342         | Оренбург — Нижневартовск     |
| 345         | Нижневартовск — Адлер        | 346         | Адлер — Нижневартовск        |
| 377         | Новый Уренгой — Казань       | 378         | Казань — Новый Уренгой       |
| 379         | Новый Уренгой — Оренбург     | 380         | Оренбург — Новый Уренгой     |

### Сезонное движение поездов
| № поезда | Маршрут движения       | № поезда | Маршрут движения       |
| -------- | ---------------------- | -------- | ---------------------- |
| 207      | Нижневартовск — Тюмень | 208      | Тюмень — Нижневартовск |
| 589      | Новый Уренгой — Адлер  | 590      | Адлер — Новый Уренгой  |
| 595      | Новый Уренгой — Анапа  | 596      | Анапа — Новый Уренгой  |